# Rue King
La rue King est un boulevard urbain de la ville de Sherbrooke, dans la région administrative de l'Estrie, au Québec. Artère principale de la ville, la rue King traverse Sherbrooke d'ouest en est.

## Galerie

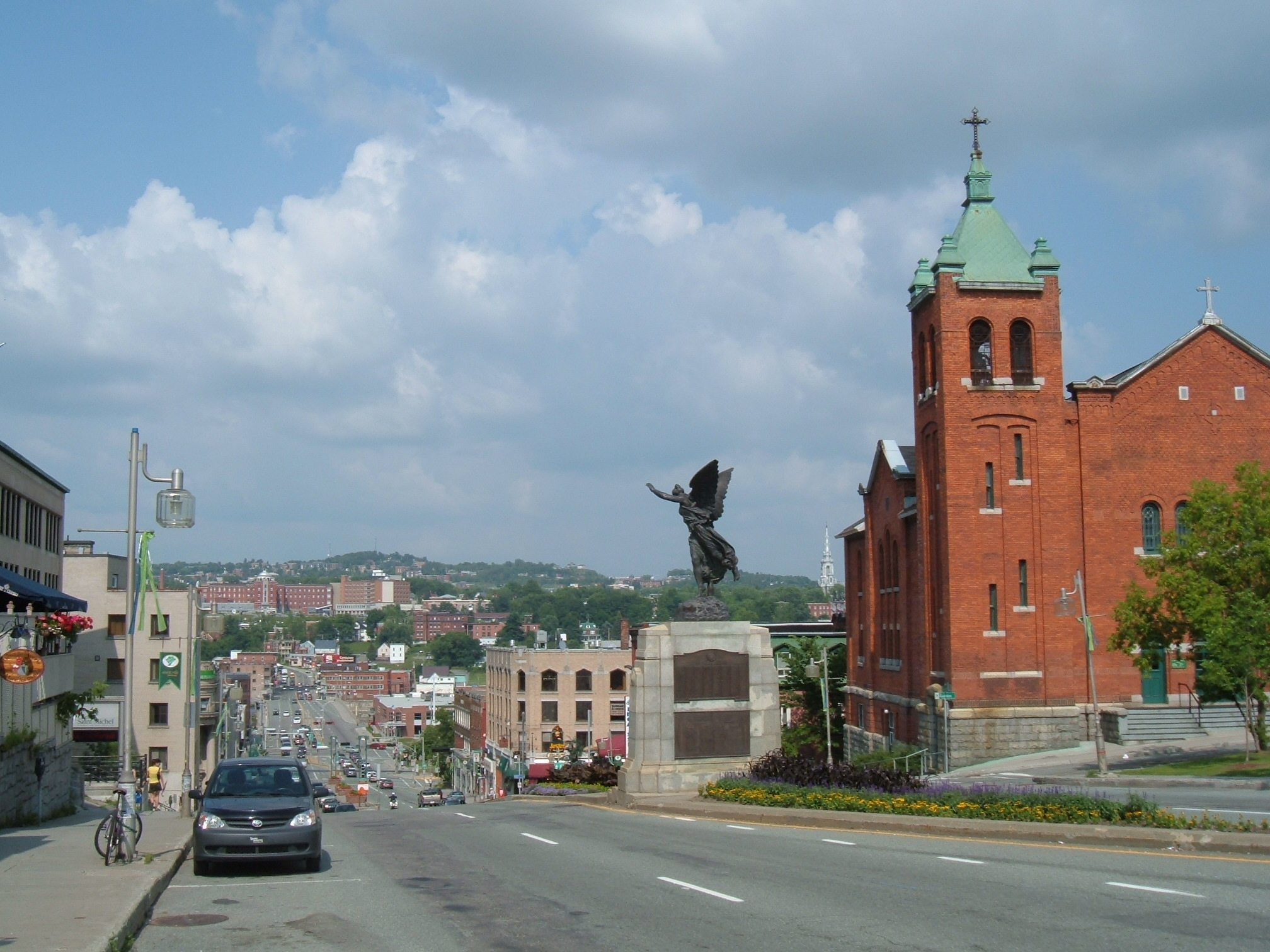
Rue King, monument aux morts, église St.Patrick's, et quartier est en arrière-plan

## Culture
En mai 2020, le Club Illico sort une série intitulée Rue King, qui raconte l'histoire de 3 colocataires habitant en haut d'un café, situé sur la rue du même nom.

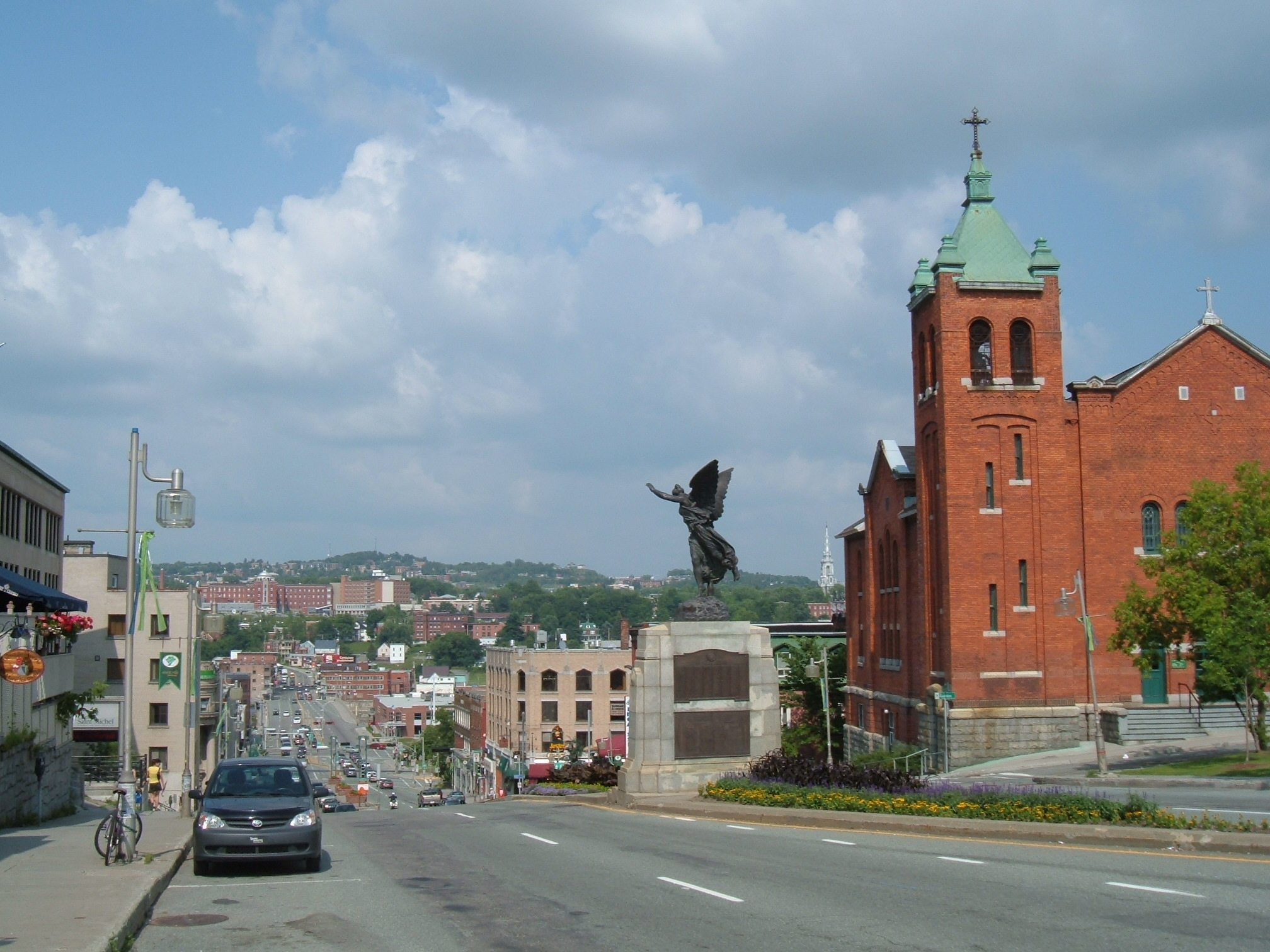
Rue King, monument aux morts, église St.Patrick's, et quartier est en arrière-plan
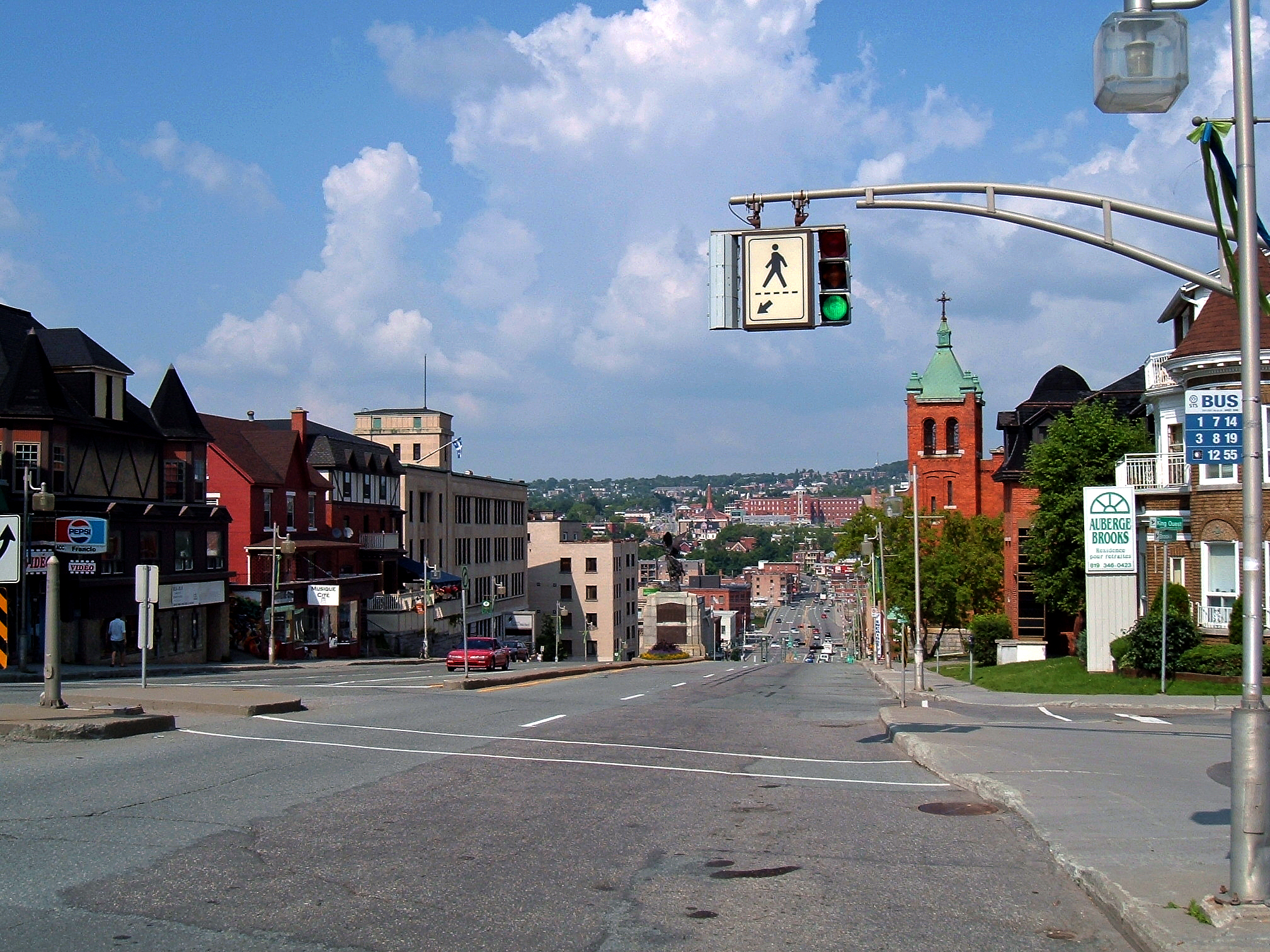
Rue King, coin rue Brooks (sommet de la « côte King »)
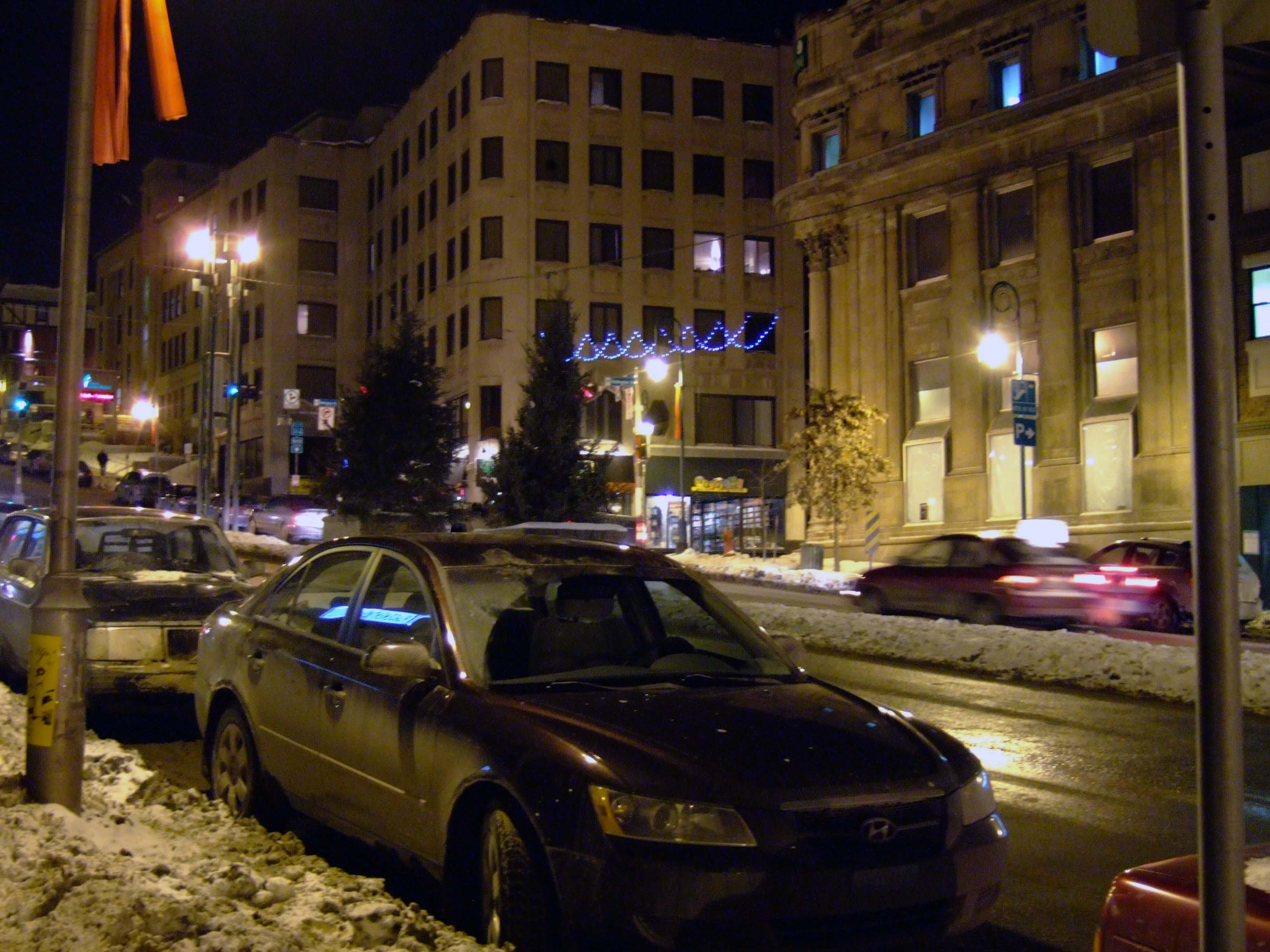
Rue King la nuit